# غودرون ريتر
غودرون ريتر (بالألمانية: Gudrun Ritter) (و. 1936 – م) هي ممثلة مسرحية، وممثلة أفلام، من ألمانيا، ولدت في مارينبرغ.

## جوائز
حصلت على جوائز منها:
- الجائزة الوطنية لجمهورية ألمانيا الديمقراطية.

## وصلات خارجية
- غودرون ريتر على موقع IMDb (الإنجليزية)
- غودرون ريتر على موقع ألو سيني (الفرنسية)
- غودرون ريتر على موقع أول موفي (الإنجليزية)
- غودرون ريتر على موقع قاعدة بيانات الأفلام السويدية (السويدية)
- غودرون ريتر على موقع قاعدة بيانات الفيلم (الإنجليزية)
- غودرون ريتر على موقع كينوبويسك (الروسية)